# 1 Pułk Artylerii Motorowej (PSZ)

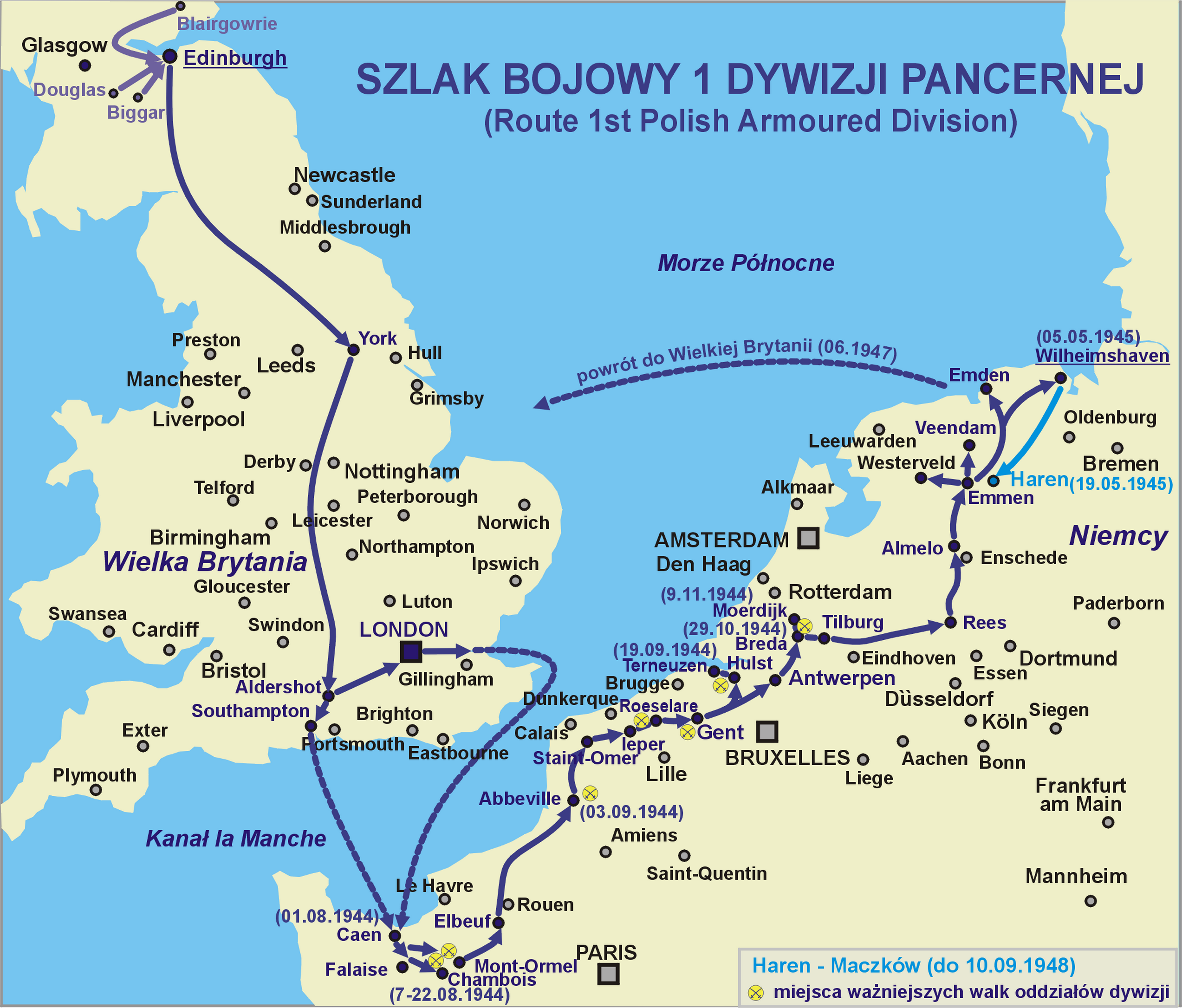
Szlak bojowy pułku w składzie 1 DPanc

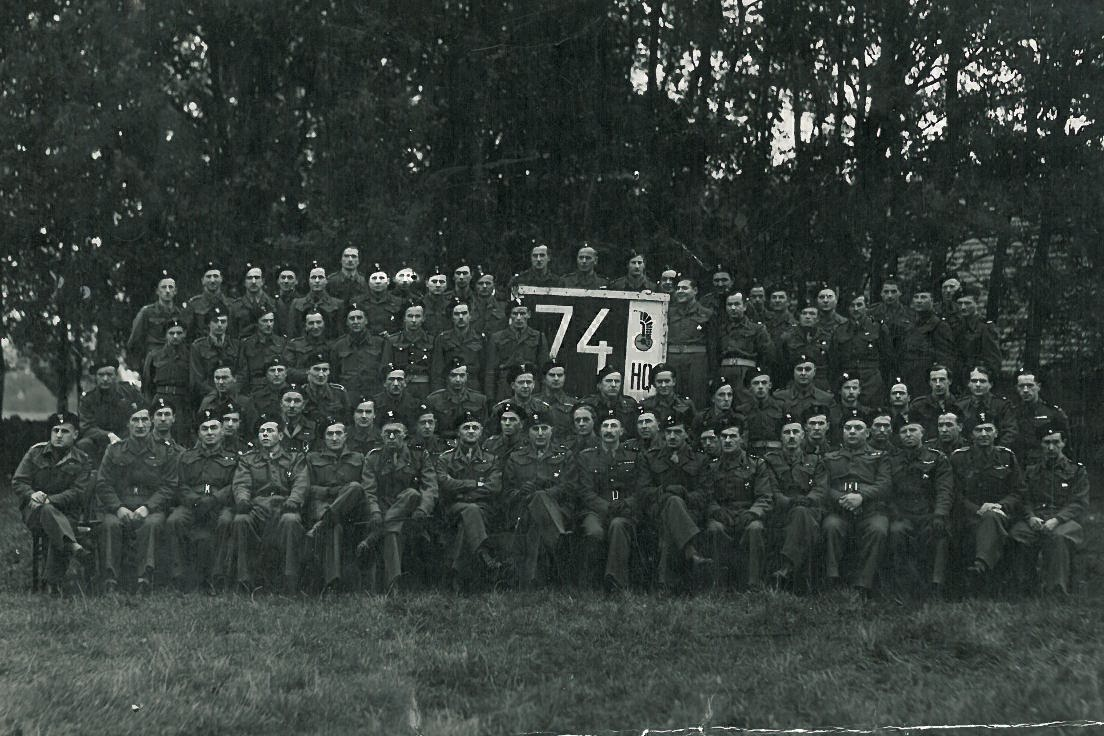
1 Pułk Artylerii Motorowej Polskich Sił Zbrojnych na Zachodzie

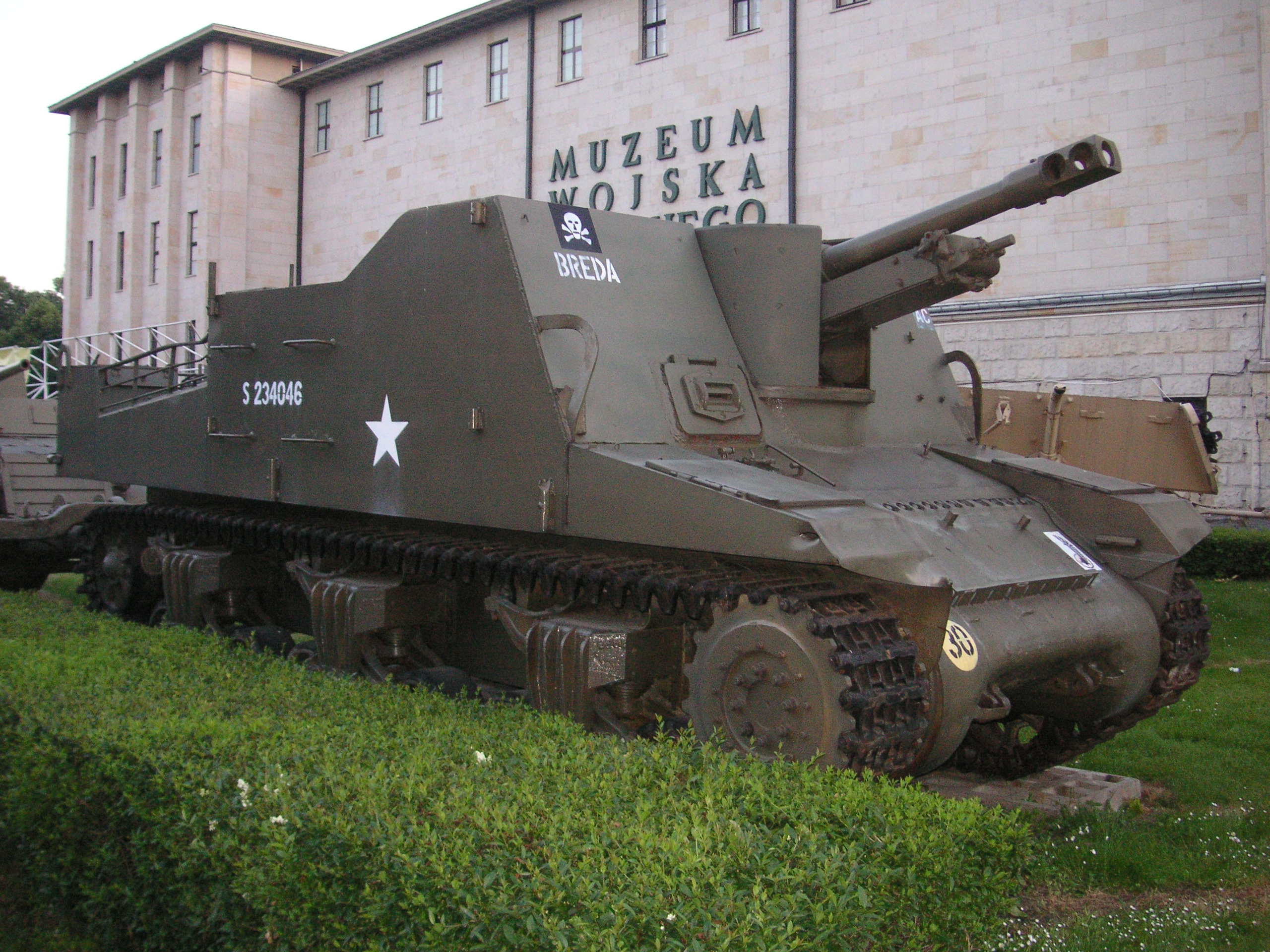
Sexton

Sztandar pułku

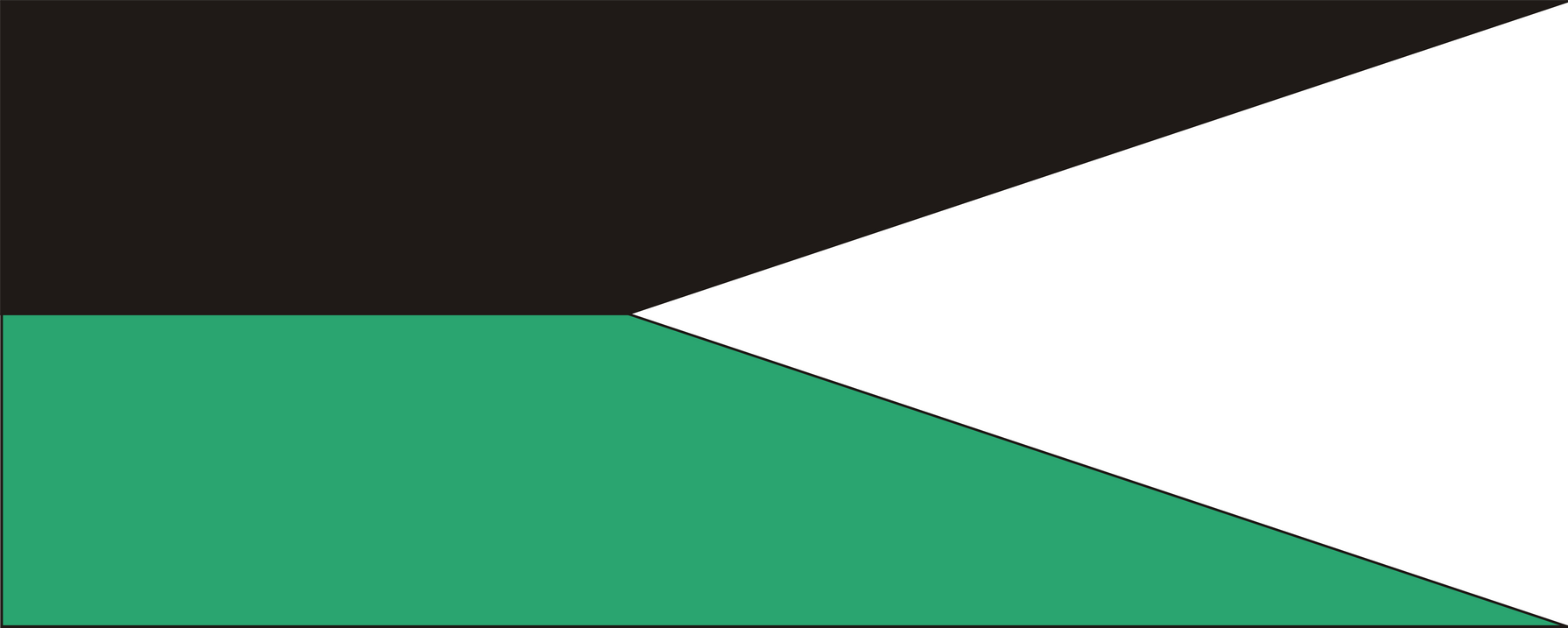
Proporczyk pułku

1 Pułk Artylerii Motorowej (1 pam) – oddział artylerii samobieżnej Polskich Sił Zbrojnych na Zachodzie.

## Historia, formowanie i zmiany organizacyjne
Pułk był organiczną jednostką artylerii 1 Dywizji Pancernej gen. Maczka o trakcji samobieżnej.
Kontynuował tradycje 1 pułku artylerii górskiej, sformowanego w 1918. Pod nazwą 1 Pułku Artylerii Motorowej występował od 1931. Stacjonował w garnizonie Stryj.
Swoje święto obchodził 16 września, w rocznicę bitwy pod Dytiatynem w 1920, w której brała udział jego 4 bateria.
Odtworzony we Francji w 1940. Po ewakuacji do Wielkiej Brytanii 17 lipca 1940 odtworzony jako 10 dywizjon artylerii motorowej w Happenden obok Douglas. Następnie istniał jako 10 Pułk Artylerii Lekkiej w składzie 10 Brygady Kawalerii Pancernej. Powraca ostatecznie do swojej pierwotnej nazwy – 1 Pułku Artylerii Motorowej 14 sierpnia 1942 roku. Jednocześnie wyszedł ze składu 10 BKPanc., a wszedł w podporządkowanie Grupy Wojsk Wspierających 1 Dywizji Pancernej. W kwietniu 1943 roku z rozformowanej 1 Brygady Strzelców w skład pułku wszedł II dywizjon 1 Pułku Artylerii Lekkiej, jako ponadetatowy IV dywizjon. Etatowo pułk artylerii motorowej przewidywał posiadanie trzech dwu bateryjnych dywizjonów, łącznie: 57 oficerów, 247 podoficerów i 370 kanonierów. 24 armato-haubice 25-funtowe, 44 motocykle, samochodów: osobowych 10, półciężarowych 46, ciężarowych 18, 36 ciągników artyleryjskich, 48 jaszczy i 9 samochodów pancernych (dla obserwatorów). 8 września 1943 roku IV dywizjon został wcielony do 1 Pułku Artylerii Ciężkiej jako jego III dywizjon. W styczniu 1944 roku haubico-armaty 25-funtowe zostały przekazane dla 2 Pułku Artylerii Motorowej. W marcu 1944 roku dotarły do pułku pierwsze działa samobieżne Sexton, w lipcu czołgi Sherman OP. Od 25 maja 1944 roku rozpoczęto organizację 1 PAMot. w/g etatu brytyjskiego WEII/190A/2. Stan etatowy to 645 żołnierzy, sprzętu bojowego to: 24 działa samobieżne Sexton, 9 czołgów Sherman OP + 3 zapasowe (w szwadronie cz. zapasowych), 17 transporterów opancerzonych Halftrack, 21 transporterów opancerzonych Carrier, 8 armat plot. 20 mm Polsten oraz 31 motocykli, 44 samochody 5-cwt (różnych odmian), 29 samochodów ciężarowych, 4 cysterny wodne, 1 samochód warsztatowy, 1 samochód sztabowy i samochód osobowy dowódcy.

## Działania bojowe
1 Pułk Artylerii Motorowej po przetransportowaniu do Francji osiągnął rejon ześrodkowania w rejonie Meuvaines. Od  7 sierpnia został podporządkowany 10 Brygadzie Kawalerii Pancernej i wykonał marsz w kierunku frontu w jej kolumnie.

### Bitwa w Normandii
8 sierpnia o godz. 14.50 rozpoczął wspieranie ogniem natarcia 10 BKPanc., głównie 2 pułku pancernego. Wykonał całym pułkiem ognie zaporowe o godz. 16 i 17.20 na wykryte stanowiska artylerii niemieckiej. Zużył tego dnia 1500 granatów artyleryjskich, ponosząc straty 1 poległego i 11 rannych. Następnego dnia prowadził ognie zaporowe i przygotowanie ataku głównie 1 Pułku Pancernego w kierunku rzeki Laison, tego dnia wystrzelił ok. 4000 sztuk pocisków. 10 sierpnia powstrzymywał przeciwnatarcie wroga na wzg. 84 oraz walki czołgów i piechoty o Soignolles - La Croix, tego dnia zużył 4000 sztuk pocisków. Nocą 10/11 sierpnia pułk zmienił stanowiska ogniowe na południe od Cauvicourt. Dodatkowo 10 i 11 sierpnia pułk wspierał sąsiednią 3 Kanadyjską Dywizję Piechoty podczas walk o las Quesnay. Do 12 sierpnia prowadził ogień wspierając 3 Brygadę Strzelców i 10 psk w obronie zdobytych pozycji. Tego dnia II dywizjon został przydzielony do 10 psk, którego zadaniem było prowadzenie rozpoznania le Bu-sur Rouvres na rzece Laison, gdzie poszukiwał przepraw. Od początku wejścia do walki cały czas znajdował pod intensywnym ogniem artylerii nieprzyjaciela. Również reszta pułku prowadziła ogień artyleryjski przeciw bateryjny. Podczas walk pomiędzy 8 a 12 sierpnia 1944 r. pułk utracił 1 działo samobieżne. 14 sierpnia 1944 r. przygotowujący się do wsparcia ogniowego natarcia pułk został zbombardowany przez bombowe lotnictwo brytyjskie w wyniku czego zginął 1 żołnierz, a 4 zostało rannych. 15 sierpnia pułk dwa razy zmieniał stanowiska ogniowe zajmując w rejonie Rouvers i Sassy. 16 sierpnia prowadził ogień z rejonu Sassy. Następnego dnia ostrzeliwał drogę do Chambois, a na niej maszerujące kolumny wojsk niemieckich. W dniu 18 sierpnia pułk wspierał ogniem artyleryjskim prowadzone na wzg. 258 i 240 natarcie grupy taktycznej mjr Stefanowicza 1 pułk pancerny i część bspodh. 1 pamot. zmieniał przy tym stanowiska ogniowe bezpośrednio na linii frontu w rejonie Montreuil-la-Cambe. Na tych stanowiskach pułk podjął walkę z czołgami i piechotą prowadząc bezpośredni ogień "na wprost" wystrzeliwując ok. 600–700 pocisków. Niszcząc ogniem bezpośrednim atakującą pozycje ogniowe czołg PzKfw V Panther.19 sierpnia Na polach w rejonie tej miejscowości pułk miał stanowiska ogniowe i rozwiniętą sieć łączności, wspierał grupy bojowe mjr Zgorzelskiego (dragoni i ułani) i mjr Stefanowicza (pancerniacy 1 pułku i Podhalanie). Ogniem kierowanym przez obserwatorów ostrzeliwał rejon walk dywizji w bitwie o Falaise – Chambois. W godzinach popołudniowych jednak, aby nie strzelać na "maksymalnych nastawach" i uniknąć ostrzału własnych pozycji zajął stanowiska ok. 1 km od miejscowości Bourdon. Po stoczeniu walki obronnej w rejonie stanowisk ogniowych, z grupą piechoty i czołgiem na rozkaz dowódcy artylerii dywizji 1 pamot. został wycofany 20 sierpnia na poprzednie stanowiska ogniowe. Przy oddziałach walczących na wzg. 262 znajdowali się dwaj dowódcy dywizjonów i jeden dowódca baterii jako obserwatorzy z własną obsadą posterunków obserwacyjnych. 23 sierpnia pułk odchodzi na odpoczynek na zaplecze frontu.

### Pościg we Francji i Belgii
29 sierpnia 1944 roku z pułku został wydzielony jeden dywizjon i przydzielony do grupy taktycznej "Zgorzelski", który podjął marsz i pościg na czele dywizji jako oddział przedni, za uchodzącym nieprzyjacielem, osiągając Valailles, nazajutrz Elbeuf. 31 sierpnia dywizjon przekroczył Sekwanę. Pozostałe siły pułku współdziałały z 10 BKPanc. maszerując w siłach głównych dywizji. 2 i 3 września dywizjon z grupy "Zgorzelski" wszedł w styczność bojową z przeciwnikiem ostrzeliwując cele w Abbeville. 5 września główne siły pułku wspierały ogniem 10 pułk dragonów i 24 pułk ułanów w walce o zdobycie St. Omer. 6 września pułk rozwinął stanowiska i wsparł ogniem 3 BS w walce o Ypres. 8 września 2 pułk pancerny ze szwadronem dragonów otrzymał wsparcie pułku pod Ruysselede. 12 i 13 września 1 pamot. wspierał zgrupowanie 3 BS i 10 BKPanc. prowadząc ostrzał artyleryjski niemieckich składów amunicji w rejonie St. Nicolas ze stanowisk ogniowych w rejonie Lokeren.

### Walki na pograniczu belgijsko-holenderskim
14 września wspiera 10 BKPanc., szczególnie 10 pdrag. i bspodh. w natarciu na Stekene, La Trompe. 17 września wspierał natarcie 8 bs na La Clinge. 19 września pułk został przegrupowany w pobliże Axel z zadaniem wsparcia 3 BS, w walce o porty przy ujściu Skaldy, na które podjął niezwłocznie ostrzał artyleryjski. 20 września pułk wspierał walki zgrupowania batalionu strzelców podhalańskich o wybrzeże morskie i ujście Skaldy oraz zwalczał żeglugę przybrzeżną i rzeczną. Od 21 do 27 września pułk przebywał na wypoczynku na opanowanych pozycjach w pobliżu Axel. Od 29 do 30 września 1944 r. wspierał ogniem natarcie 3 BS na Merxplas. Następnie pułk został przydzielony do 10 BKPanc. osłaniał walki o przeprawy oraz w rejonie Poppel. 1 października walki o zdobycie stacji kolejowej Welde. 2 października Nord Bosch, a 3 października Baarle-Nassau. 4 października 1 pamot wspierał ogniem artyleryjskim walki zgrupowań dywizji o lasy na północ i północny zachód od Baarle Nassau i linię kolejową do Tilburga. Nazajutrz wspierał walki o Alphen, lasy na zachód od miasta oraz o miejscowości Terover i Houdseind. W okresie walk pułk wykonywał również oznaczenie białymi dymami własnych pozycji dla współdziałającego lotnictwa taktycznego. Od 6 do 26 października pułk osłaniał oddziały dywizji ogniem artyleryjskim podczas działań obronnych. 27 października 1944 r. 1 pułk całością sił wspierał ogniowo natarcie 10 BKPanc. w kierunku Vijfhuizen i Gilze. Po opanowaniu Bredy przez 3 BS i część 10 BKPanc. Od 31 października do 2 listopada pułk wspierał walki w rejonie rzeki i kanału Mark. Następnie od 3 listopada 1 pamot. wspierał ogniem 9 bs przy forsowaniu i obronie przyczółka przez kanał Mark oraz walkach o jego poszerzenie. 4 listopada pułk wspierał wprowadzony na przyczółek 10 pułk dragonów w walce o poszerzenie przyczółka. W dniach 6 i 8 listopada pułk wspierał 3 BS w walce o ufortyfikowane przedmoście i miasto Moerdijk, prowadząc nawały ogniowe na umocnienia wroga.

### Obrona i dozorowanie odcinka frontu nad Mozą
W okresie od 9 listopada 1944 roku do 7 kwietnia 1945 roku pułk przebywał na stanowiskach nad Mozą. Prowadząc walkę artyleryjską z bateriami niemieckimi oraz niszcząc wskazane punkty ogniowe wroga. Dodatkowo wcielano uzupełnienia osobowe i sprzętowe, prowadzono szkolenie i udzielano urlopów. W dniach 5-7 stycznia 1945 r. wspierał własny 9 batalion strzelców podczas walk o wyspę Kapelsche Veer. Następnie w dniach 13-31 stycznia 1945 r. współdziałał z oddziałami 47 RMC i kanadyjskiej 4 DPanc. w walkach o ostateczne zlikwidowanie tego przyczółka.

### Walki we wschodniej Holandii i w Niemczech
W okresie od 7 do 9 kwietnia pułk wykonał marsz z rejonu Bredy na linię frontu. Następnie współdziałał z 10 BKPanc. w walkach nad rzeką Ems, Küsten Kanal. Podczas walk od 13 do 19 kwietnia nad Küsten Kanal wspierał głównie 9 bs podczas jego forsowań oraz prowadził walkę artyleryjską z wykrytymi bateriami wroga. Od 20 do 26 kwietnia 1 pamot. wspierał ogniem artylerii walki oddziałów zgrupowania 10 BKPanc., w tym o Papenburg Od 27 kwietnia współpracował w prowadzonych walkach z 3 BS. Od 30 kwietnia pułk został przydzielony do 10 BKPanc., którą wspierał ogniem podczas walk w kierunku Logabrium, Filsum, Hesel i Remels. Od 3 maja wspierał dalsze natarcie brygady w kierunku Halsbek i Westerstede. W dniu 4 maja i nocą 4/5 maja prowadził ostrzał artyleryjski pozycji niemieckich, a rano wykonał 19 minutową nawałę artyleryjską na pozycje niemieckie, wstrzymując ogień o godz. 7.59 5 maja 1945. Od tej chwili obowiązywała kapitulacja wojsk niemieckich przed frontem 1 DPanc.

## Artylerzyści motorowi po wojnie
Działania okupacyjne na zajętym w czasie walk terenie pułk pełnił do 20 maja 1945 roku. Zadaniem jego było oczyszczanie terenu z niedobitków, rozbrajanie osób i terenu z broni i amunicji, wyłapywanie przebranych żołnierzy i funkcjonariuszy hitlerowskich, egzekwowanie zarządzeń i warunków kapitulacji w tym ustalonej godziny policyjnej. W trakcie walk we Francji, Belgii, Holandii i na terenie Niemiec z szeregów pułku poległo 27 żołnierzy, 56 zostało rannych. Utracono jako zniszczonych 5 czołgów, 12 dział samobieżnych Sexton, 3 transportery gąsienicowe Carier, 4 transportery opancerzone Half Track, 8 jeepów. Wzięto do niewoli 147 jeńców. Wystrzelono 190 630 granatów. Otrzymano odznaczeń polskich: 11 Krzyży VM Vkl, 126 KW, 84 KZ z M, zagranicznych: 2 MC, 2 MM, 2 Croix de Guerre i inne.

## Żołnierze pułku
Dowódcy pułku
- ppłk dypl. Stanisław Nowicki (VII 1940 – VIII 1942[1])
- ppłk / płk Józef Krautwald de Annau[25] (1942 – XI 1945)
- ppłk Marian Borzysławski (I 1946 – VI 1947)

I zastępca dowódcy pułku
- ppłk dypl. Olgierd Giedroyć (do XI 1943[26])
- ppłk Marian Borzysławski (od 20 XI 1943[26])

II zastępca dowódcy pułku
- kpt. Edward Zan-Kreyser (do 18 VIII 1944[27])

Dowódcy dywizjonów i baterii
16 dywizjon
- dowódca dywizjonu - kpt. Wincenty Pawłowski[28]
- zastępca dowódcy dywizjonu - kpt. Henryk Józefowicz[29], por. Henryk Greiner (od 13 VIII 1944)[30]

1 bateria („bateria śmierci”) - por. Henryk Greiner, por. Stanisław Włodzimierz Taras (od 12 VIII 1944)
2 bateria - kpt. Wacław Piotrowski
II dywizjon
- dowódca dywizjonu - mjr Jan Sołtyski[28]
- zastępca dowódcy dywizjonu - kpt. Eugeniusz Olszewski[29]

3 bateria - por. Marcin Rupniak
4 bateria - por. Jerzy Żarski
III dywizjon
- dowódca dywizjonu - kpt./mjr Kazimierz Malczewski[28]
- zastępca dowódcy dywizjonu - kpt. Kazimierz Makuch[29]

5 bateria - por. Władysław Magoński
6 bateria - por. Wacław Roszkiewicz

## Struktura organizacyjna
Struktura:
- 3 x dywizjon artylerii samobieżnej
  - 2 x bateria artylerii samobieżnej
    - 4 działony

## Symbole pułku
Sztandar
Na tarczach: wizerunek Matki Boskiej Kochawińskiej, św. Barbary, odznaka pułkowa i herb miasta Stryj. Na czerwonym tle nazwy miejscowości i daty walk pułku.
Sztandar ufundowany przez społeczeństwo województwa stanisławowskiego i wręczony pułkowi 22 listopada 1938.
Obecnie sztandar eksponowany jest w Instytucie Polskim i Muzeum im. gen. Sikorskiego w Londynie.
Odznaka pamiątkowa
Głównym elementem odznaki jest krzyż (swastyka) o formie przyjętej dla jednostek górskich sprzed 1939 roku (stylizowany starosłowiański znak solarny), połączony z krzyżującymi się  lufami. Na centralną część nałożone jest koło zębate, podzielone na cztery równe części, pokryte na przemian barwami pułku: czarną i szmaragdową. Na poszczególnych częściach centralnego koła inicjały jednostki 1 PAM. Odznaka oficerska pozłacana, ramiona swastyki pokryte białą emalią.
Barwy: proporczyk na kołnierz czarno-szmaragdowy.
Znaki na pojazdach:  